# Agapetus altineri
Agapetus altineri är en nattsländeart som beskrevs av Füsun Sipahiler 1989. Agapetus altineri ingår i släktet Agapetus och familjen stenhusnattsländor. Inga underarter finns listade i Catalogue of Life.